# Dubiotherium
Dubiotherium — вимерлий рід свиновидих. Скам'янілості представляють міоцен Франції (2 колекції). Вид: Dubiotherium waterhousi.